# إيفيت فريمان
إيفيت فريمان (بالإنجليزية: Yvette Freeman)‏ هي كاتبة سيناريو ومنتجة أفلام ومخرجة وممثلة أمريكية، ولدت في 1 أكتوبر 1957 بويلمنغتون في الولايات المتحدة.

## أعمال

### مسلسلات
- الكاذبات الصغيرات الجميلات
- خطوة بخطوة

## وصلات خارجية
- إيفيت فريمان على موقع IMDb (الإنجليزية)
- إيفيت فريمان على موقع روتن توميتوز (الإنجليزية)
- إيفيت فريمان على موقع ألو سيني (الفرنسية)
- إيفيت فريمان على موقع أول موفي (الإنجليزية)
- إيفيت فريمان على موقع قاعدة بيانات برودواي على الإنترنت (الإنجليزية)
- إيفيت فريمان على موقع قاعدة بيانات الفيلم (الإنجليزية)
- إيفيت فريمان على موقع كينوبويسك (الروسية)